# Peter Czerny

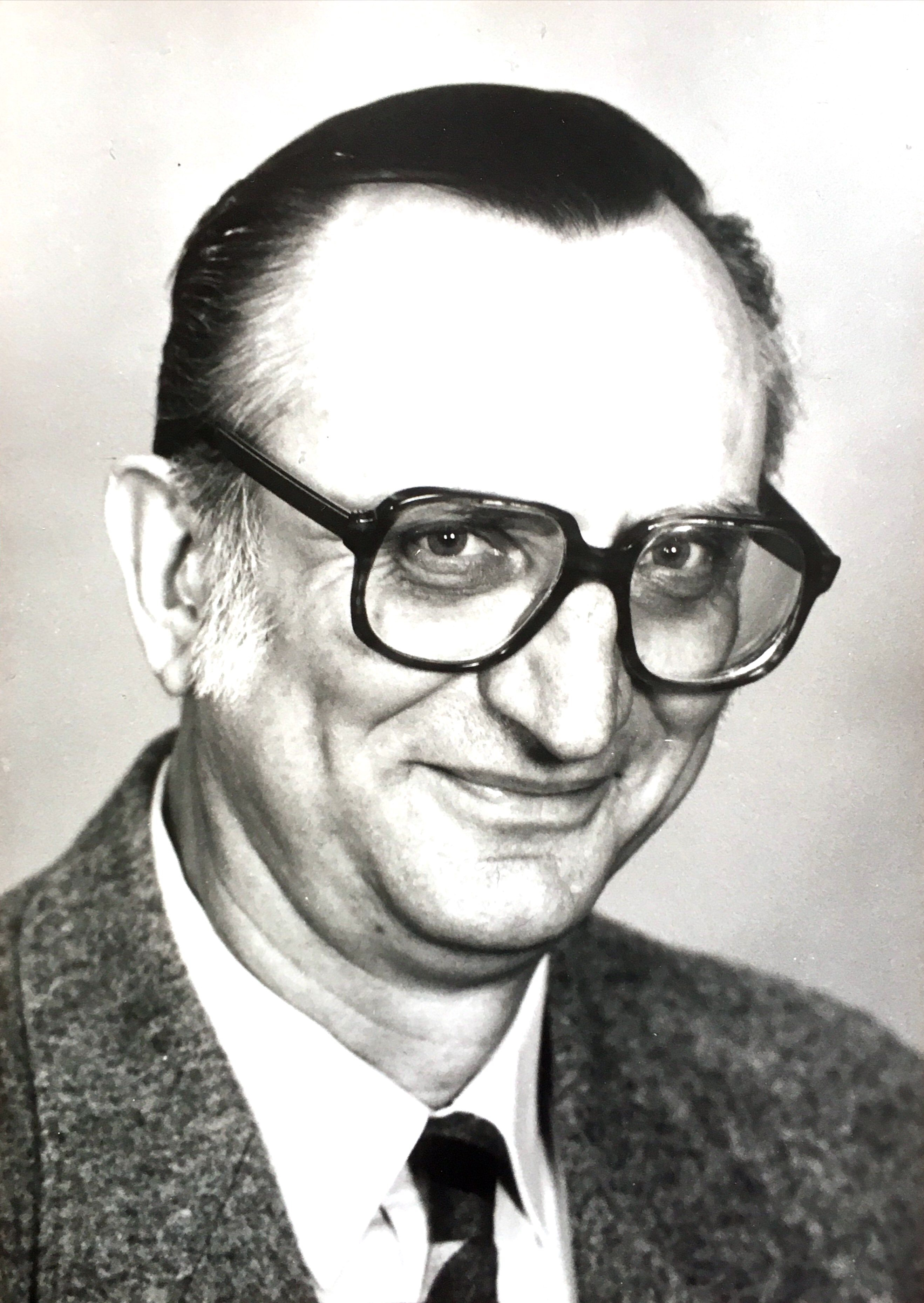
Peter Czerny in den 1980er Jahren

Peter Czerny (* 22. April 1929 in Leipzig; † 4. August 2011 in Berlin) war ein deutscher Musikwissenschaftler, Publizist und sozialistisch-humanistischer Kulturfunktionär. Er war der Autor eines in der DDR weitverbreiteten Opernführers. Des Weiteren hat er insbesondere das Genre der populären Musik (leichte Musik, Unterhaltungskunst) in der DDR beeinflusst.

## Leben

### Ausbildung und beruflicher Werdegang
Peter Czerny stammte aus einfachen Verhältnissen, wobei sein Vater Wert auf eine ordentliche Schulbildung seiner Söhne legte. Czerny, der wenige Tage vor dem Ende des Zweiten Weltkriegs 16 Jahre alt geworden war, entging nur knapp einer Einberufung in den sogenannten Volkssturm. Seine Mutter soll seinen Gestellungsbefehl heimlich verbrannt haben.

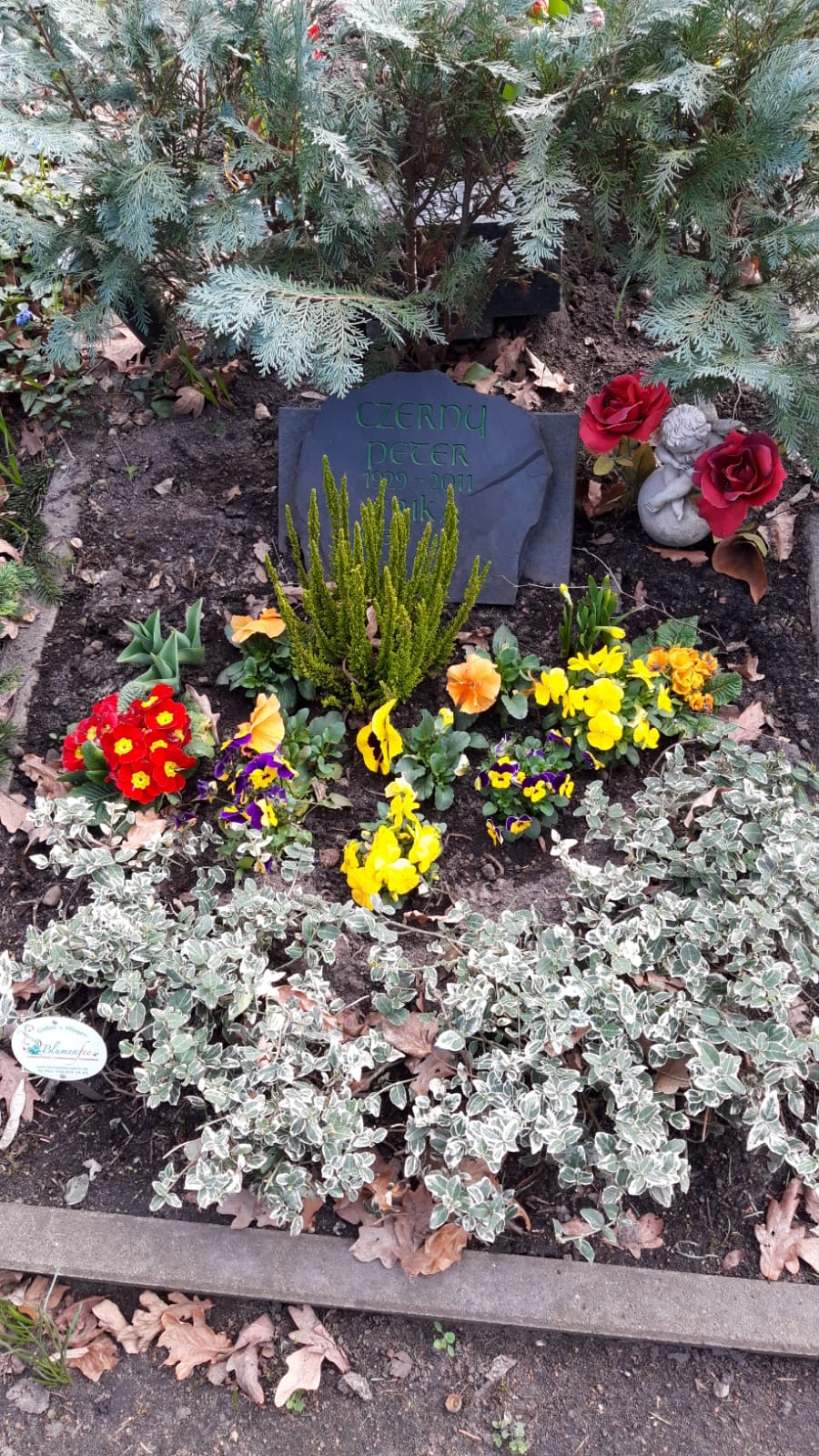
Grab auf dem Friedhof Biesdorf in Berlin

Nach dem Ende des Krieges wurde Peter Czerny zunächst zum Bergknappen im Leipziger Braunkohlerevier ausgebildet. Er wurde jedoch bald zu einer Arbeiter-und-Bauern-Fakultät delegiert und legte dort sein Abitur ab. Anschließend studierte er an der Ost-Berliner Humboldt-Universität Kunst- und Musikwissenschaft, u. a. bei Ernst Hermann Meyer, Georg Knepler und Harry Goldschmidt.
Nach seinem Studium war er Mitglied im Zentralvorstand des Verbands Deutscher Komponisten und Musikwissenschaftler und Redakteur der Verbandszeitschrift Musik und Gesellschaft. 1957 wurde er der erste Chefredakteur der Ost-Berliner Zeitschrift Melodie und Rhythmus. In den Jahren 1969 bis 1973 war er als künstlerischer Direktor des DDR-Monopolbetriebs für Tonträger, des VEB Deutsche Schallplatten Berlin, tätig. 1973 wurde er zum Generaldirektor beim neu gegründeten Komitee für Unterhaltungskunst berufen. Im Februar 1981 übernahm er die Intendanz des Metropol-Theaters in Berlin-Mitte. Nach der politischen Wende im Herbst 1989 konnte sich Czerny, der sich weiterhin der marxistisch-leninistischen Lehre verbunden fühlte, nicht mehr lange im Amt halten. Im Sommer 1990 schied er aus seiner Leitungsfunktion des Metropol-Theaters aus.
Danach lebte Czerny zurückgezogen und weitgehend außerhalb der Öffentlichkeit. Er starb 2011. Sein Grab befindet sich auf dem Friedhof Biesdorf in Berlin.

### Privates
Peter Czerny heiratete am 27. November 1954 die aus Halle (Saale) stammende Hedwig „Hedi“ Buchelt. Dieser Ehe entstammen zwei 1961 und 1965 geborene Söhne. Hedi starb 1966, woraufhin Czerny eine zweite Ehe mit Erika Albrecht (* 1932 in Witten, Kreis Schwiebus) einging. Die aus einer frommen lutherisch-protestantischen Familie stammende Erika gebar ihm 1967 einen dritten Sohn.

## Schaffen

### Wirken als Publizist
Peter Czernys publizistisches Hauptwerk war das Opernbuch. Dieser in der DDR sehr beliebte Opernführer erschien zwischen 1958 und 1982 in 17 Auflagen mit schätzungsweise 600.000 Exemplaren. Gemäß seinem eigenen Bekunden verfolgte Czerny das Ziel, den in der Opernkultur vorhandenen ideellen Reichtum und die Schönheit ihrer Musik breiten Bevölkerungskreisen verständlich und zugänglich zu machen.
Weniger bekannt ist seine zweite Buchveröffentlichung. 1968 erschien unter dem Titel Der Schlager eine historische Untersuchung über die Anfänge und die Entwicklung der sogenannten leichten Musik in Deutschland. Gemeinsam mit Heinz P. Hofmann unternahm es Peter Czerny, die Entwicklung populärer Musik aus der Tanzmusik des 19. Jahrhunderts bis in die Zeit des Ersten Weltkriegs nachzuzeichnen. Obgleich der durchgängige marxistisch-materialistische Duktus der Arbeit dem heutigen Leser nicht unbedingt einzuleuchten vermag, erscheint die Berücksichtigung des soziologischen Aspekts bei der Entwicklung der populären Musik durchaus nachvollziehbar. Berufsbiographisch ist hervorzuheben, dass sich bereits im Buch Der Schlager Czernys ausgeprägtes Interesse für die Operette zeigte: Erschien sie in dieser Veröffentlichung noch als eine unter den verschiedenen musikalischen Quellen, aus denen sich das Genre der leichten Musik speiste, so wurde sie in seiner späteren beruflichen Laufbahn, konkret während seiner Intendanz am Metropol-Theater, zum Hauptgegenstand seiner Tätigkeit.
Der angekündigte Fortsetzungsband des Schlager ist nie erschienen. Jenes Buch hätte zeigen sollen, dass die volksdemokratischen Verhältnisse des Sozialismus die – laut der marxistischen Theorie gesetzmäßige – Engführung populärer Musik im Westen überwinden würden. Man mag es als eine Ironie der Geschichte deuten, dass die DDR schneller scheiterte, als Czerny und sein Co-Autor Hofmann den Beweis für die Überlegenheit von deren Schlagerschaffen erbringen konnten.
Peter Czerny hat sich in zahlreichen Artikeln und Interviews zu Zeitfragen des künstlerischen Schaffens in der DDR geäußert. Zum Musikjournalismus kam er auf Initiative von Eberhard Rebling, der seit 1952 als Chefredakteur von Musik und Gesellschaft tätig war. Die Vielzahl der musiktheoretischen und auch kulturpolitischen Kontroversen führte dazu, dass Rebling das Redaktionsteam zu verstärken suchte und etwa 1956 Czerny einstellen konnte. Dieser war vor allem für die Tanz- und Unterhaltungsmusik zuständig. Aufgrund des zunehmenden Umfangs konnte ab November 1957 eine zweite Zeitschrift für die populäre Musik erscheinen. Faktisch übernahm Czerny die Leitung von Melodie und Rhythmus, während Rebling wieder allein Musik und Gesellschaft verantwortete. Daneben (und zeitlich darüber hinaus) publizierte Czerny auch im SED-Parteiblatt Neues Deutschland sowie in Theater der Zeit.

### Generaldirektor beim Komitee für Unterhaltungskunst
Erhellend für die Rolle und die Aufgaben des Komitees für Unterhaltungskunst ist das Protokoll einer Besprechung, die am 21. Dezember 1973 im Zentralkomitee (ZK) der SED stattfand (siehe unten: Link zu den Akten der DDR-Kunstgewerkschaft im Onlinebestand des Bundesarchivs; dort ab Aktenseite 35). Czerny, soeben an die Spitze der neu geschaffenen Institution berufen, traf bei diesem Anlass nicht nur auf Genossen aus dem Kultursektor, sondern auch aus der Abteilung Agitation des ZK. Aus den Notizen der Besprechung geht hervor, dass die Unterhaltungskunst – ähnlich wie der Sport in der DDR – gezielt gefördert und für die ideologisch-politischen Ziele der Einheitspartei eingesetzt werden sollte. Wie bedeutend die Thematik von den SED-Agitatoren eingestuft wurde, verdeutlicht eine Bemerkung des anwesenden Genossen Fensch, mit der dieser ein Treffen zur Einbindung von DDR-Künstlern anregte: „Beratung ‚ganz hoch anbinden‘: ZK und Minister für Kultur.“
Das Komitee selbst nahm einerseits operative Aufgaben wahr, wie etwa detaillierte Planungen für die Förderung einzelner Künstler oder die Erstellung von Musterverträgen. Zum anderen sollte es die verschiedenen Akteure der DDR-Unterhaltungskunst koordinieren und konzeptionelle Grundlagen schaffen, um die SED-Ideologie im Bereich der Unterhaltungskunst durchzusetzen.
Als Generaldirektor erstellte Czerny seine Vorschläge teilweise direkt zuhanden des Kulturministers der DDR. In einem umfangreichen Konzeptpapier, das am 25. Juni 1974 beim Minister besprochen werden sollte (siehe unten: Link zu den Akten der DDR-Kunstgewerkschaft im Onlinebestand des Bundesarchivs; dort ab Aktenseite 148), weist Czerny u. a. auf die Notwendigkeit hin, neue Talente im Bereich der Unterhaltungskunst zu finden. Bemerkenswert ist, dass sein Bemühen in dieser Richtung sogar in Westdeutschland einen Widerhall fand. So vermerkte das Nachrichtenmagazin Spiegel am 22. März 1976 in einem umfangreichen Artikel über die DDR-Unterhaltungskunst: „Peter Czerny (animierte) … erst vor zehn Tagen wieder den Nachwuchs: ‚Neue Gesichter, Stimmen, Darbietungen werden gebraucht.‘“

### Intendant des Metropol-Theaters in Berlin
Das Metropol-Theater in Berlin-Mitte war ein traditionsreiches Revue- und Operettentheater. Kurz nachdem Peter Czerny zu Beginn des Jahres 1981 die Intendanz übernommen hatte, legten die Abgeordneten von Ost-Berlin dessen Profil auf das heitere Musiktheater fest, welches die Genres der Operette und des Musicals pflegen sollte. Wenig später setzte Czerny erste Akzente, indem er einerseits eine Kooperation mit dem nahegelegenen Friedrichstadt-Palast einging. Die Gemeinschaftsinszenierung von Im weißen Rößl erwies sich als sehr populär und alle Vorstellungen waren faktisch ausverkauft. Weiterhin gab eine erste eigene Ballettproduktion aus dem Metropol zu vermelden.
Das Repertoire des Metropol-Theaters unter der Intendanz von Peter Czerny umfasste sowohl Werke der klassischen Operette wie auch des zeitgenössischen Musicalschaffens, ergänzt durch Ballettaufführungen und Inszenierungen auf der „kleinen“ Bühne des Hauses, auch Probebühne genannt. Auf die Bühne kamen beispielsweise die Operetten Die Fledermaus (Premiere: Mai 1987), Der Graf von Luxemburg (Oktober 1985) oder Gräfin Mariza (Mai 1983). Zum 750-Jahr-Jubiläum der Stadt Berlin im Jahr 1987 wurde verstärkt der Berliner Operette gedacht; so kam in jenem Jahr Frau Luna von Paul Lincke ebenso auf die Bühne wie die Musikrevue Abends bei Kollos mit Schlagern und Melodien von Walter und Willi Kollo. Auch bekannte Broadway-Musicals wie Alexis Sorbas (Juli 1984), Kiss Me, Kate (Februar 1985) oder Sugar (März 1989) wurden, in ihren jeweiligen deutschen Fassungen, am Metropol herausgebracht.
Als besondere Herausforderung betrachtete Czerny die Anforderungen bezüglich der Vielseitigkeit der Künstler. Nach seiner Überzeugung benötigten diese für Operetten und Musicals eine besondere Kombination aus darstellerischen Mitteln, gesanglichen Fähigkeiten und tänzerischen Qualitäten. In einem Beitrag für die Fachzeitschrift Theater der Zeit unterstützte er den Wunsch, ein spezialisiertes Musical-Studio zu gründen, um geeignete Bühnenkünstler für sein Spartentheater auszubilden.
Zum anderen machte es ihm Sorge, dass das Musicalschaffen in der DDR praktisch eingeschlafen war. Die Inszenierung von „westlichen“ Musicals scheiterte oft an finanziellen Hürden, weil es der DDR an den nötigen Devisenreserven für die Aufführungsrechte mangelte.

### Kritische Würdigung
Czerny war die längste Zeit seines Lebens ein parteitreuer sozialistischer Kulturfunktionär, der sich weitgehend mit der politischen Linie der SED identifizierte. So titulierte ihn das (westdeutsche) Nachrichtenmagazin SPIEGEL bereits 1963 als den „Schlager-Experten der SED“. Genau 25 Jahre später, im Februar 1988, veröffentlichte das Neue Deutschland eine Eloge Czernys auf den SED-Chef Honecker, in der Ersterer den Marxismus-Leninismus als wegweisend für die weitere Entwicklung der Kultur in der DDR anpries.
Das von Peter Czerny vertretene Konzept der schöpferisch-kritischen Aneignung des kulturellen Erbes auf der Grundlage des Marxismus und Leninismus erscheint aus heutiger Sicht ideologisch überhöht. Jedoch beließ es den Musikwerken früherer Epochen, einschließlich jenen aus der Periode des Bürgertums, grundsätzlich ihre schöpferische Würde. Dadurch, dass Czerny deren Aufführung, Wiedergabe und Rezeption auch in der DDR unterstützte und förderte, blieben die individuelle Aneignung und der Genuss zahlreicher Werke des Kulturerbes auch für die ostdeutsche Bevölkerung möglich.

Den humanistischen Kern bürgerlicher Kunst – die von der sozialistischen Kulturtheorie zeitweise als „parasitär“ verunglimpft worden war – erkannte Peter Czerny ausdrücklich und wertschätzend an. So urteilte er über Franz Lehár: 

„Er versuchte, die Menschen mit seinen Operetten zu veredeln, er bemühte sich um ein humanistisches Anliegen … Hier haben wir den Schlüssel, der erklärt, warum Lehár nach der Gestaltung von Schönheit, Glück und Lebensfreude strebt.“

Diese Würdigung Lehárs war nicht ohne Brisanz. In einer retrospektiven Bewertung schreibt ein Kenner der Thematik über die Rezeption des Komponisten in Ostdeutschland: „In den DDR-Operettenführern schreckten Werkbeschreibungen vor dieser vergifteten Unterhaltungskultur und ihrer mit Sentiment auftrumpfenden österreichischen Aufführungstradition ab.“ Vor diesem Hintergrund erscheint das klare Eintreten von Peter Czerny für die künstlerisch-humanistische Qualität von Franz Lehárs Werken keineswegs selbstverständlich.
Auch zahlreiche Besprechungen von Opern aller Epochen in seinem Opernbuch belegen, dass ihm der schöpferische Wert und die emotionale Bewegtheit der Werke dieses Genres Respekt abnötigten.

In einem 1964 erschienenen Beitrag im SED-Parteiblatt Neues Deutschland verteidigte er einerseits Hanns Eisler gegen den im Raum stehenden Vorwurf, sich der Schönberg’schen Zwölftontechnik bedient zu haben. (Die Zwölftonmusik war seit den fünfziger Jahren von der DDR-Führung als formalistisch und modernistisch abgekanzelt worden.) Der nach dem Zweiten Weltkrieg in der DDR ansässig gewesene Komponist Hanns Eisler sah sich offenbar immer wieder mit der Vorhaltung konfrontiert, er sei ein Jünger von Arnold Schönberg. Obwohl unklar ist, warum diese Anwürfe gegen Eisler sogar nach dessen Ableben noch – oder wieder – eine Rolle im Kunstbetrieb der DDR spielten, kann man feststellen, dass Czernys Artikel die Ehre Eislers zu retten versuchte:

„Es gibt im 20. Jahrhundert keine chinesische Mauer zwischen Realismus und Modernismus.“

In demselben Beitrag regte Czerny eine differenzierte Sicht auf die Werke von – in seiner Diktion – spätbürgerlichen Komponisten an. Czerny nahm hier eine vorsichtig-distanzierte Haltung ein, die im Sinn des Humanismus durchaus Raum für die Anerkennung von nicht-sozialistischen Künstlern und ihren Werken ließ. Zugleich bemühte er sich, seine eigenen Genossen vor allzu einengenden Standpunkten zu bewahren, indem er eine „breite Diskussion über neue Werke mit den Hörern“ und einen „offenen Meinungsstreit“ als notwendig bezeichnete.

Es bleibt im Dunkeln, ob ihm bewusst war, dass die Inszenierung von zahlreichen Alt-Wiener Operetten im Ost-Berlin der 1980er Jahre durchaus denselben Effekt haben konnte, den er selbst dieser Kunstgattung einst zugeordnet hatte. 1968 hatte Czerny geschrieben:

„Die sogenannte ‚Weaner G’mütlichkeit‘ sei wie ein Vorhang, hinter dem sich die Devise verberge: ‚Nur nicht über die Zukunft nachdenken‘.“

Vor diesem Hintergrund erscheint es geradezu zeichenhaft, dass Peter Czerny selbst die Wiener Operette während seiner neun Jahre an der Spitze des Metropol-Theaters gefördert hat. Der politische Wandel, der 1990 seine berufliche Laufbahn beendete, scheint für ihn entsprechend überraschend gekommen zu sein; jedenfalls fand er keine adäquate Antwort auf diese gesellschafts- und kulturpolitische Herausforderung.

## Schriften
- Opernbuch. Henschel, Berlin 1958. Letzte (17.) Auflage: Henschel, Berlin 1982
- Der Schlager. Ein Panorama der leichten Musik. Lied der Zeit, Berlin 1968 (gemeinsam mit Heinz P. Hofmann)
- zahlreiche Artikel und Interviews in den Zeitschriften Musik und Gesellschaft, Melodie und Rhythmus und in Ost-Berliner Tageszeitungen in den 1960er bis 1980er Jahren